# Roddickton
Roddickton is een dorp in de Canadese provincie Newfoundland en Labrador. Het dorp ligt aan de Atlantische noordoostkust van Newfoundland en maakt deel uit van de gemeente Roddickton-Bide Arm.

## Geschiedenis
In 1904 liet de Grenfell Mission een schoener bouwen in de omgeving, waardoor er op de locatie van het huidige dorp een houtzagerij gebouwd werd. Deze tot dan toe onbewoonde locatie, die oorspronkelijk als Easter Brook bekendstond, werd vanaf dat jaar een kleine nederzetting die men Roddickton ging heten.
De houtzagerij sloot de deuren in 1922. Op dat moment woonden er slechts acht mensen in de plaats. In 1926 heropende de houtzagerij echter en vanaf dan begon de plaats in sneltempo te groeien.
In 1953 werd het dorp een gemeente met de status van local government community. Tussen 1961 en 1966 veranderde de gemeente van status naar town.
Op 1 januari 2009 fuseerde Roddickton met het kleinere buurdorp Bide Arm om zo de nieuwe gemeente Roddickton-Bide Arm te vormen.

## Geografie
Roddickton ligt aan de oostkust van het Great Northern Peninsula, het meest noordelijke schiereiland van Newfoundland. Het vissersdorp is gevestigd aan de oostelijke oever van Chimney Bay, een smalle zee-inham die ruim 16 km lang is.
Het ligt 5 km ten noordnoordwesten van het kleinere dorpje Bide Arm, dat bereikbaar is via provinciale route 433. Op 1 januari 2009 fusioneerden beide dorpen om alzo de nieuwe gemeente Roddickton-Bide Arm te vormen.
Zo'n 15 km ten noordwesten van het dorp bevindt zich de ondergrondse zalmenpoel, een unieke locatie waar zalmen migreren doorheen een grot.

## Demografie
Roddickton kende de laatste jaren, net zoals de meeste afgelegen plaatsen op Newfoundland, een demografische terugval. Tussen 1986 en 2021 daalde de bevolkingsomvang er van 1.223 naar 785. Dat komt neer op een daling van 438 inwoners (-35,8%) in 35 jaar tijd.
| Demografische ontwikkeling van Roddickton tussen 1922 en 2021                         |
| ------------------------------------------------------------------------------------- |
|                                                                                       |
| Bron: Statistics Canada (1922–1945, 1951–1986, 1991–1996, 2001–2006, 2011–2016, 2021) |

## Gezondheidszorg
In het dorp bevindt zich het White Bay Central Health Centre, een gezondheidscentrum dat zorg aanbiedt aan de inwoners van de centrale oostkust van het Great Northern Peninsula. Het centrum valt onder de bevoegdheid van de gezondheidsautoriteit Labrador-Grenfell Health.

## Zeehonden in het dorp
Roddickton haalde in januari 2019 het internationale nieuws door een groep van zo'n 40 gestrande zadelrobben. Het water nabij het plaatsje was in sneltempo bevroren, waardoor de zeehonden gedesoriënteerd geraakten en ze het dorp binnentrokken, alwaar ze enkele weken bleven. Ze begaven zich op wegen en parkeerplaatsen, verplaatsten zich doorheen tuinen, legden zich voor deuren en geraakten in enkele gevallen zelfs in gebouwen. Minstens twee zeehonden stierven door vermoedelijke aanrijdingen met wagens.